# 1948-as dél-afrikai általános választás
1948. május 26-án általános választásokat tartottak Dél-Afrikában. Ezek fordulópontot jelentettek az ország történelmében, mivel annak ellenére, hogy a leadott szavazatok alig kevesebb, mint felét kapta, az Egyesült Pártot (VP) és vezetőjét, Jan Smuts hivatalban lévő miniszterelnököt kiszorították a kormányból. A választást az Újraegyesült Nemzeti Párt (HNP) nyerte meg.
A választási kampány során a VP és a HNP is koalíciót kötött kisebb pártokkal. A VP a baloldali Munkáspárttal kötött koalíciót, míg az Afrikáner Párt a HNP-vel szövetkezve igyekezett előmozdítani az afrikáner jogokat. 
A HNP, felismerve, hogy sok fehér dél-afrikai fenyegetve érzi magát a néger politikai törekvések miatt, megígérte, hogy szigorú faji alapú szegregációs rendszert fog bevezetni. A nacionalisták ezt az új társadalmi szerveződési rendszert apartheidnek nevezték el ("különállás"), amely  ezen a néven vált általánosan ismertté. 
A HNP következetes, egyértelmű platformjával ellentétben a VP támogatta a Dél-Afrikán belüli különböző faji csoportok lassú integrálásának elképzeléseit. Továbbá fehéreknek a második világháború utáni dél-afrikai belpolitikai és gazdasági problémákkal kapcsolatos elégedetlensége, valamint a vidéki területeket előnyben részesítő választási aránytalanság (ahol a HNP hagyományosan erősebb volt) mind jelentősen közrejátszottak a VP választási vereségében.
A választások a Nemzeti Párt 46 éves uralmának kezdetét jelentették.

## Eredmények
| Párt     | Párt                            | Szavazatok | %      | Mandátumok |
| -------- | ------------------------------- | ---------- | ------ | ---------- |
|          | Újraegyesült Nemzeti Párt (HNP) | 401 834    | 37,70  | 70         |
|          | Egyesült Párt (VP)              | 524 230    | 49,18  | 65         |
|          | Afrikáner Párt (AP)             | 41 885     | 3,93   | 9          |
|          | Dél-afrikai Munkáspárt (SAAP)   | 27 360     | 2,57   | 6          |
|          | Függetlenek                     | 70 662     | 6,63   | 0          |
|          | Bennszülött képviselők          | ---        | ---    | 3          |
| Összesen | Összesen                        | 1 065 971  | 100,00 | 157        |

## Fordítás
Ez a szócikk részben vagy egészben  a(z)   1948 South African general election című angol Wikipédia-szócikk fordításán alapul.  Az eredeti cikk szerkesztőit annak laptörténete sorolja fel. Ez a jelzés csupán a megfogalmazás eredetét és a szerzői jogokat jelzi, nem szolgál a cikkben szereplő információk forrásmegjelöléseként.